# 中央吕宋
中央吕宋是菲律宾的第三大区，位于吕宋岛中部，下辖奥罗拉、新怡诗夏、打拉、三描礼士、巴丹、邦板牙和布拉干等7个省，总面积为21 543平方千米，人口为11,218,177（2015年），首府位于圣费尔南多。